# Guerra di Ferrara (1482-1484)

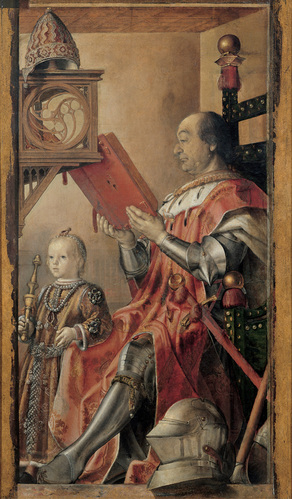
Pedro Berruguete, Federico di Montefeltro con il figlio Guidobaldo

La guerra di Ferrara o guerra del sale è stato un conflitto armato combattuto nel nord-est e il sud-est dell'Italia tra il 1482 e il 1484.
Agli inizi del 1482 su suggerimento di Girolamo Riario (nipote di Sisto IV) che si era già impossessato di Forlì, la Repubblica di Venezia dichiarò guerra a Ferrara, a quel tempo retta da Ercole I d'Este. Venezia si mosse contro Ferrara anche a causa delle sue mire espansionistiche sulla terraferma e per il commercio del sale, che la città estense aveva iniziato a raccogliere presso Comacchio.
Dalla parte di Venezia si schierarono Papa Sisto IV, la Repubblica di Genova e il marchese Bonifacio III del Monferrato. Ferrara ebbe come alleati Ferdinando I di Napoli, il marchese di Mantova Federico I Gonzaga, il signore di Bologna Giovanni II Bentivoglio e per ultimo Federico da Montefeltro, duca di Urbino.

## Le fasi del conflitto
Nel maggio del 1482 la Repubblica di Venezia sfruttò la Guerra dei Rossi in cui era impegnato il Ducato di Milano per aprire un nuovo fronte contro il Ducato di Ferrara, supportata dai pontifici e dai genovesi. Qualche mese prima, infatti, i ferraresi, su pressione di Ludovico il Moro, avevano impedito l'attraversamento delle loro terre da parte dell'esercito veneziano che si stava recando in soccorso dei Rossi. Questo miglioramento nei rapporti tra milanesi e ferraresi era dovuto al fidanzamento tra il Moro e Beatrice, secondogenita di Ercole d'Este, raggiunto nella primavera del 1480. I veneziani infatti miravano, oltre a espandere il proprio territorio sulla terraferma, ad assumere il controllo delle saline di Comacchio, che rappresentavano una delle entrate principali degli Este. Radunato un esercito di 12 000 fanti e 5 000 cavalieri, nominarono comandante Roberto Sanseverino, che presto assediò Rovigo con la costruzione di due bastìe.
Il Moro si incontrò a Cremona con Federico da Montefeltro, nominandolo capitano dell'esercito che inviò contro i veneziani; le truppe fiorentine, guidate da Costanzo Sforza, attaccarono e presero Città di Castello, mentre Ferdinando I di Napoli inviò Alfonso di Calabria contro il papa con un esercito di 6 000 fanti e 6 000 cavalieri che si accampò a sole cinque miglia da Roma. Si aprì poi un quarto fronte nel parmigiano che vide contrapposti i mantovani guidati da Federico Gonzaga e i genovesi guidati da Giovanni Bentivoglio.Nel maggio 1482 le truppe veneziane, guidate da Roberto di San Severino e dai figli Fracasso e Antonio Maria, attaccarono il Ducato di Ferrara da nord, conquistando il territorio di Rovigo e assediando Ficarolo (che capitolò il 29 giugno). Inoltre, partendo da Ravenna, città all'epoca sotto il controllo di Venezia, attaccarono da sud-est, prendendo Argenta e risalendo il Po di Primaro con una grande flotta dalla foce.
Il 21 agosto 1482 le truppe napoletane furono pesantemente sconfitte dai pontifici nella battaglia di Campomorto. Il 10 settembre morì di febbre malarica Federico da Montefeltro; perciò il Moro, conclusa la guerra dei Rossi, inviò le truppe ivi impegnate nel ferrarese alla guida di Sforza Secondo Sforza, che però fu sconfitto nella battaglia di Argenta, con tanto di cattura di molti dei comandanti. Il 2 novembre 1482 Roberto Sanseverino e il figlio Gaspare devastarono il parco che Ercole d'Este aveva poco fuori città e si accamparono a quattro miglia dalle mura di Ferrara. Ercole si ammalò gravemente, tanto che molti lo credettero morto e la moglie Eleonora d'Aragona assunse il governo dello stato, preparando la difesa della città. Nel frattempo Sforza Secondo riuscì a sconfiggere i veneziani sul Po, catturando circa trenta galee.
Consapevole che molti ormai credevano che il duca fosse morto, Eleonora ammise nella camera del marito ammalato tutti coloro che fra il popolo volessero vederlo. Ciò contribuì a infondere coraggio nei cittadini e ben presto 25 000 ferraresi si dedicarono alla difesa della città, riuscendo infine a respingere i veneziani che furono costretti a ritirarsi a Ficarolo.
Il 6 gennaio 1483 Sisto IV abbandonò l'alleanza con i veneziani passando dalla parte di Milano, Ferrara, Firenze e Napoli e la nuova lega si trovò a Mantova per discutere di una nuova guerra contro i veneziani. Nel marzo l'esercito della lega, guidato da Alfonso di Calabria, sconfisse i veneziani a Massafiscaglia. Non potendo fronteggiare da soli le forze della lega, i veneziani chiesero aiuto al duca di Lorena, nominandolo generale di uno dei due eserciti, essendo l'altro guidato da Roberto Sanseverino. Il primo fu inviato di nuovo nel ferrarese, il secondo nel bresciano. Alfonso d'Aragona riuscì a sconfiggere i veneziani a Bondeno. In seguito alla sconfitta, Galeazzo Sanseverino, figlio di Roberto, si mise al servizio dei milanesi, il fratello maggiore Gian Francesco si mise al servizio degli aragonesi e Sisto IV emise un interdetto contro i veneziani.
Questi, per mezzo di Costanzo Sforza, che era passato al loro soldo, escogitarono un piano per fare in modo che la nobiltà milanese convincesse il duca ad abbandonare la lega. Per fare ciò contattarono un nobile milanese, ex segretario della duchessa Bona di Savoia, Luigi Becchetto che a sua volta informò Vercellino Visconti, prefetto del castello di Trezzo, di non opporre resistenza al passaggio delle truppe di Roberto Sanseverino.
Il 22 giugno 1483 il papa lanciò l'interdetto su Venezia, allo scopo di arrestarne l'avanzata.
Il 15 luglio il Sanseverino attraversò l'Adda su un ponte di barche e fece fortificare il ponte con due bastìe. Malgrado il successo non ci furono rivolte; al contrario il Moro si incontrò a Cremona con Alfonso d'Aragona e altri rappresentanti della lega e deliberarono di contrattaccare subito i veneziani. Il 22 luglio Alfonso radunò a Monza l'esercito della lega, forte di 5 000 fanti e 6 000 cavalieri e il giorno successivo il Sanseverino, rendendosi conto che l'operazione era ormai fallita, si ritirò nella bergamasca. Il 27 luglio Alfonso attraversò l'Adda a Cassano, quindi passò il Fosso Bergamasco invadendo il territorio veneziano e catturando in pochi giorni diversi castelli alla cui difesa fu lasciato Alberto Visconti con 300 fanti e 400 cavalieri.
Il 28 luglio i brianzoli, guidati da Gabriele Calco, assaltarono vittoriosamente le bastìe, assumendo il controllo del ponte di Trezzo, per poi saccheggiare la Valle San Martino. L'8 agosto Alfonso d'Aragona passò l'Oglio, entrando nel bresciano e incontrandosi con Girolamo Riario e il cardinale di Mantova. Il 10 agosto il Moro e il fratello Ascanio marciarono alla testa di un esercito di 2 000 fanti e 4 000 cavalieri nella bergamasca, costringendo alla resa molti castelli e minacciando la stessa Bergamo, per poi catturare Romano dopo tre giorni d'assedio. Nel frattempo Ercole d'Este, sfruttando la debolezza dei veneziani, riuscì a catturare parte dei territori che gli erano stati sottratti nel ferrarese. All'inizio di settembre Alfonso d'Aragona passò il Mincio con 12 000 cavalieri, 5 000 fanti e 400 balestrieri e saccheggiò le campagne veronesi; poi il 26 settembre assediò Asola, che cadde dopo otto giorni e venne ceduta a Federico Gonzaga. I veneziani nel frattempo erano molestati nell'Adriatico da una flotta di galee pontificie e aragonesi e subirono la defezione dei genovesi e del duca di Lorena. Per cercare di contenere l'avanzata dell'esercito della lega inviarono 4 000 cavalieri e 2 000 fanti al comando di Roberto Sanseverino. Malgrado i ripetuti successi, nessuno degli eserciti della lega sfruttò la debolezza veneziana per infliggere un colpo decisivo; infatti il Moro, dopo aver catturato Romano, tornò a Milano, mentre Alfonso d'Aragona, dopo aver catturato Asola, si diresse verso Ferrara e poi in novembre a Cremona.
Il 24 aprile 1484 un consiglio di guerra dei principali esponenti della lega anti-veneziana, riunitosi nel castello di Porta Giovia, deliberò di proseguire la guerra contro la Repubblica di Venezia. Il giorno successivo Alfonso d'Aragona marciò verso Cremona, seguito dieci giorni dopo dal Moro. In giugno le truppe milanesi e aragonesi si unirono a quelle mantovane e ferraresi, formando un esercito di 6 600 fanti e 13 400 cavalieri che invase il bresciano, mentre i brianzoli invadevano e saccheggiavano ancora una volta la Valle San Martino. I veneziani opposero alla lega un esercito di 5 000 fanti e 6 000 cavalieri al comando di Roberto Sanseverino.
Nel maggio 1484 la flotta Veneziana espugna la città di Gallipoli in Puglia nel Regno di Napoli.

### Pace di Bagnolo
Il 15 luglio morì Federico I Gonzaga e il marchesato di Mantova passò a Francesco II Gonzaga. La morte del Gonzaga creò dissidi tra Alfonso d'Aragona, che voleva che il mantovano passasse al genero, e il Moro, che agognava al possesso di Mantova, riteneva ingiusto che nell'eventualità della caduta di Verona questa passasse al Gonzaga e a cui la guerra in favore di Ercole d'Este era costata una gran somma di denaro. I veneziani sfruttarono le divisioni e, sapendo che Ludovico aveva speso molto denaro in favore del suocero, gli proposero la pace in cambio di una certa somma di denaro, a patto che il Polesine restasse in mano loro. Il 7 agosto a Bagnolo fu stipulata la pace tra il Ducato di Milano e la Repubblica di Venezia, per lo sdegno degli altri membri della lega. Venezia mantenne quasi tutti i possedimenti conquistati. Ercole I d'Este riottenne Ariano, Corbola, Adria, Melara, Castelnuovo e Ficarolo, ma perse tutti gli altri territori a nord del Po. La pace suscitò l'odio dei ferraresi nei confronti di Ludovico e dei napoletani.